# Calamaria forcarti
Calamaria forcarti este o specie de șerpi din genul Calamaria, familia Colubridae, descrisă de Robert F. Inger și Marx 1965. Conform Catalogue of Life specia Calamaria forcarti nu are subspecii cunoscute.